# Колвези
Колвези (фр. Ville de Kolwezi) је град у Демократској Републици Конго. Налази се западно од Ликасија у провинцији Катанга. Године 2007. имао је 977.292 становника. 
Значајан је рударски центар за производњу бакра и кобалта. У близини су рудници урана, радијума и других руда. Има аеродром и железницу до Лубумбашија. 
Побуњеници, који су подржавали Анголу, окупирали су 1978. град. Влада Конга је замолила Француску и Белгију да поврате ред. Француска легија странаца је успела да заузме град. Тада је погинуло 170 Европљана талаца и 700 Африканаца.

## Становништво
| Година       |
| Становништво |
| ------------ |